# Neoterebra incisa
Neoterebra incisa é uma espécie de gastrópode do gênero Neoterebra, pertencente a família Terebridae.